# Brudevalsen (film)
Brudevalsen er en dansk kortfilm fra 1991, der er instrueret af Thomas Vinterberg efter manuskript af ham selv og Lotte Tarp.

## Handling
Nikolaj og Amanda vil giftes og bosætte sig i Norge. Natten før deres afrejse tilbringer de i selskab med deres nærmeste venner, som er tynget af den forestående afsked.

## Medvirkende
- Rikke Weissfeld
- Peter Mygind
- Lars Kaalund
- Mette Marckmann
- Morten Nielsen
- Flemming Quist Møller